# Astragalus duanensis
Astragalus duanensis es una especie de planta del género Astragalus, de la familia de las leguminosas, orden Fabales.

## Distribución
Astragalus duanensis se distribuye por Kazajistán (Alma-Ata, Dzhambul y Taldy-Kurgan) y Kirguistán.

## Taxonomía
Fue descrita científicamente por Saposhn. apud Sumnev. Fue publicado en In Animadvers. Syst. Herb. Univ. Tomsk. 1-2: 6 (1933).